# 2015年环西自行车赛
2015年环西自行车赛是第70届环西自行车赛，于2015年8月22日至9月13日进行，此次比赛是2015年UCI世界巡回赛的其中一站比赛。比赛共分为21个赛段，起点位于马贝拉附近的Puerto Banús，终点位于马德里。
共有22支车队参加此次比赛，其中17支车队为世界职业车队，另外5支车队则为洲际职业车队。最终来自阿斯塔纳车队的Fabio Aru获得该届比赛的总冠军，这是他的首个环西自行车赛总冠军。来自Katusha车队的Joaquim Rodríguez以57秒之差位列总排行榜第二名，除此之外他还获得了象征全能王的白衫。来自京科夫-盛宝车队的拉法乌·马伊卡则获得第三名。